# Dáfni (ort i Grekland, Joniska öarna)
Dáfni (Dafni) är en ort i Grekland.   Den ligger i prefekturen Nomós Kerkýras och regionen Joniska öarna, i den västra delen av landet, 400 km nordväst om huvudstaden Aten. Dáfni ligger 158 meter över havet och antalet invånare är 225. Den ligger på ön Korfu.
Terrängen runt Dáfni är platt åt nordväst, men åt sydost är den kuperad. Havet är nära Dáfni åt sydväst. Runt Dáfni är det ganska tätbefolkat, med 214 invånare per kvadratkilometer. Närmaste större samhälle är Agios Georgis, 0,72 km söder om Dáfni. I omgivningarna runt Dáfni växer i huvudsak blandskog.